# 1882
Промислова революція •  Колоніальні імперії •  Національно-визвольні рухи • Робітничий рух

## Геополітична ситуація
У Росії царює імператор Олександр III (до 1894). Російській імперії належить більша частина України, значна частина Польщі, Бессарабія, Закавказзя, Фінляндія, Бухарське ханство, Хівинське ханство. Україну розділено між двома державами — Королівство Галичини та Володимирії належить Австрії, Правобережжя, Лівобережжя та Крим — Російській імперії.
В Османській імперії править султан Абдул-Гамід II (до 1909). Під владою османів перебувають Близький Схід, Середземноморське узбережжя Північної Африки частина Балкан, автономна Болгарія.
В Австро-Угорщині править Франц-Йосиф I (до 1916). Імперія охоплює, крім австрійських та угорських земель, Хорватію, Трансильванію, Богемію. Німецьку імперію очолює Вільгельм I (до 1888). Баварське королівство — Людвіг II (до 1886).
У Франції при владі Третя французька республіка. Франція має колонії в Алжирі, Карибському басейні, Південній Америці в Індокитаї та Індії. Королівство Іспанія очолює Альфонс XII (до 1885). Іспанії належать частина островів Карибського басейну, Філіппіни. У Португалії править Луїш I (до 1889). Португалія має володіння в Африці, Індії, Індійському океані й Індонезії.
У Великій Британії триває Вікторіанська епоха — править королева Вікторія (до 1901). Британська імперія має колонії в Північній Америці, на Карибах, в Африці та Індії. Королівство Нідерланди очолює Віллем III (до 1890). Король Данії та Норвегії — Кристіан IX (до 1906), Оскар II сидить на шведському троні (до 1907), на троні Королівства Італія — Умберто I (до 1900).
Бразильську імперію очолює Педру II (до 1889). Честер Алан Артур обіймає посаду президента США. Територію на півночі північноамериканського континенту займає Канадська конфедерація (домініон Великої Британії), територія на півдні континенту належить Мексиці.
В Ірані при владі Каджари. Владу над Індостаном утримує Британська корона. У Бірмі править династія Конбаун, у В'єтнамі — династія Нгуєн, у Сіамі — династія Чакрі. У Китаї володарює Династія Цін. У Японії триває період Мейдзі.

## Події

### В Україні
- 27 жовтня народився перший професійний національний реалістичний театр в Україні під орудою М. Л. Кропивницького. На сцені Єлисаветградського зимнього театру поставили виставу за мотивами п'єси І. П. Котляревського «Наталка-Полтавка».
- Побудовано залізницю Оленівка — Волноваха — Маріуполь.
- Поселення Луганське отримало статус міста.

### У світі
- 18 березня Сербське князівство стало королівством.
- 8 травня у США прийняли Акт про виключення китайців.
- 20 травня утворився Троїстий союз Німеччини, Австро-Угорщини та Італії.
- 11—13 липня відбулася англо-єгипетська війна за Суецький канал. Британці окупували Александрію і 13 вересня зробили Єгипет своїм протекторатом.
- 26 липня проголошено бурську республіку Стеллаленд.
- 4 вересня Томас Едісон запустив першу комерційну електростанцію в США.

### В суспільному житті
- Джон Рокфеллер заснував нафтовий трест Standard Oil.
- У Лондоні почала роботу перша теплова електростанція.
- Засновано
  - Компанію Beiersdorf у Німеччині.
  - Братерську спільноту Лицарі Колумба у США.
  - Берлінський філармонічний оркестр.
  - Єврейські поселення Рішон-ле-Ціон та Зіхрон-Яков у Палестині.
  - Нафтову компанію ExxonMobil у США.
  - Університет Васеда в Японії.
- У США заборонили полігамію.
- У Франції початкову освіту оголошено безплатною, світською та обов'язковою.
- У США відбулася перша демонстрація в день праці.
- Рік оголошено першим Міжнародним полярним роком.

### У науці та інженерії
- Демонстрація першого трансформатора.
- Фердинанд фон Ліндеман довів трансцендентніть числа {\displaystyle \pi }.
- Побудовано першу лінію електропередачі.
- І. І. Мечніков відкрив явище фагоцитозу.
- Роберт Кох відкрив збудника туберкульозу.
- Фелікс Кляйн описав пляшку Кляйна.
- Вернер фон Сіменс продемонстрував громадськості електромот.

### У мистецтві
- Генрік Ібсен написав п'єсу «Ворог народу».
- Фрідріх Ніцше опублікував «Веселу науку».
- Відбулася прем'єра опери Ріхарда Вагнера «Парсіфаль».
- Едуар Мане написав картину «Бар «Фолі-Бержер»».
- Завершилося спорудження Пальмової оранжереї Шенбрунна під Віднем.

### У спорті
- Збірна Ірландії з футболу провела свій перший матч, поступившись Англії 0:13.
- В Англії опубліковано правила бенді.

## Народились
Дивись також Категорія:Народились 1882
- 25 січня — Вірджинія Вульф, англійська письменниця, літературний критик.
- 30 січня — Франклін Делано Рузвельт, 32-й президент США (1933—1945).
- 2 лютого — Джеймс Джойс, ірландський письменник.
- 13 лютого — Тадеуш Банахевич, польський астроном і математик.
- 2 березня — Тесленко Архип Юхимович, український письменник.
- 31 березня — Корній Іванович Чуковський (Микола Васильович Корнійчук), російський письменник, літературознавець, критик, перекладач.
- 13 травня — Жорж Брак, французький живописець, один із основоположників кубізму.
- 20 травня — Сігрід Унсет, норвезька письменниця.
- 24 травня — Стеценко Кирило Григорович, композитор, хоровий диригент, музичний, громадський діяч.
- 14 червня — Йон Антонеску, румунський генерал, профашистський диктатор Румунського королівства (1940-1944 рр.).
- 17 червня — Стравінський Ігор Федорович, американський композитор російського походження.
- 18 червня — Димитров Георгій Михайлович, болгарський комуніст, лідер комуністичної Болгарії (1946—1949 рр.).
- 21 червня — Рокуел Кент, американський художник.
- 7 липня — Янка Купала (Іван Домінікович Луцевич), білоруський поет.
- 31 липня — Ітамар Бен-Аві, сіоністський діяч, відомий як перша особа, чиєю рідною мовою є сучасний іврит.
- 6 серпня — Коссакова Ірина Андріївна, українська драматична актриса.
- 12 серпня — Вінсент Бендікс, американський винахідник.
- 12 серпня — Енрік Казановас, іспанський скульптор.
- 19 серпня — Коко Шанель, французький модельєр.
- 26 серпня — Джеймс Франк, німецький фізик.
- 5 жовтня — Роберт Ґоддард, американський фізик і інженер, один з піонерів ракетної техніки.

## Померли
Див. також Категорія:Померли 1882
- 9 квітня — Данте Габріель Росетті, англійський художник, поет, перекладач, один з засновників руху Прерафаелітів
- 2 червня — Джузеппе Гарібальді, національний герой Італії, полководець, один із вождів Рисорджименто, парламентарій, письменник.
- 8 вересня — Жозеф Ліувілль, французький математик.